# Georgios Anninos
Georgios Anninos (griechisch Γεώργιος Άννινος) war ein griechischer Schwimmer, der an den Olympischen Sommerspielen 1896 teilgenommen hat. Er trat an im 100-Meter-Freistilschwimmen. Sein genaues Ergebnis ist nicht bekannt, sicher ist nur, dass er nicht unter den zwei Besten landete.